# Chain Reaction (Zvezdna vrata SG-1)
Chain Reaction je epizoda nanizanke Zvezdna vrata SG-1.
V tem delu general Hammond nepričakovano oznani, da odstopa s svojega položaja. O'Neill sumi, da se za njegovim odstopom skriva več, kot je Hammond pripravljen priznati. Kmalu odkrije, da za vsem skupaj stoji vlada ZDA. Ker Hammond ni bil sposoben pridobiti tehnologije drugih vesoljskih vrst in ni uporabil vseh sredstev, ki jih je imel na voljo, so ga prisilili k odstopu. Na Hammondovo mesto pride general Bauer, ki Carterjevi naloži, naj naredi bombo, s katero bodo sposobni uničevati planete.